# Acrocera trifasciata
Acrocera trifasciata är en tvåvingeart som beskrevs av Pleske 1930. Acrocera trifasciata ingår i släktet Acrocera och familjen kulflugor. Inga underarter finns listade i Catalogue of Life.